# Saint-Coulomb

Saint-Coulomb este o comună în departamentul Ille-et-Vilaine, Franța. În 1 ianuarie 2022 avea o populație de 2.970 de locuitori.